# Umezawa en la provincia de Sagami
Umezawa en la provincia de Sagami (相州梅沢庄 Soshū umezawanoshō?) es una estampa japonesa de estilo ukiyo-e obra de Katsushika Hokusai. Fue producida entre 1830 y 1832 como parte de la célebre serie Treinta y seis vistas del monte Fuji, a finales del período Edo. Retrata un paisaje sin referencias humanas del monte Fuji en un ambiente pacífico.

## Contexto
Esta impresión se ubica en la provincia de Sagami, la actual prefectura de Kanagawa, conocida por sus vistas del monte Fuji. En Asia oriental las grullas son sinónimo de longevidad, donde se tenía la creencia de que podían vivir mil años. Hokusai a menudo asocia el Fuji con las montañas sagradas de la mitología china, en particular el monte Hōrai, que de acuerdo a la tradición se encontraría en el océano al este de China (como el propio Japón). Esta comparación es explícita en este grabado, ya que se narra que los acantilados del Hōrai eran tan empinados que solo las almas inmortales podrían aproximarse a lomos de una grulla. El esquema de color enfatizan «una sensación de otro mundo a la escena».

## Descripción
El diseño del estampado es «particularmente fino» y retrata el ambiente pacífico alrededor del Fuji. Las colinas cercanas sirven de refugio a las grullas, considerada el ave más sagrada de Japón. En el arroyo del primer plano, iluminado por el amanecer, cinco grullas se alimentan, mientras otras dos vuelan en dirección de la montaña en paralelo de su larga pendiente. El cono del monte, en azul profundo en la parte inferior que se desvanece en azul claro y blanco en la cima, se eleva sobre las laderas verdes  ondulantes. La imagen del Fuji junto a las grullas es «auspiciosa y llena de significado para los japoneses». Bandas de nubes rosáceas tradicionales cubren partes del cielo; los críticos lamentan que el autor empleara a menudo esta convención sin ningún propósito significativo. Las tonalidades de la impresión se limitan a dos tonos de azul, verde claro y rosa pálido, que logra combinar con la técnica aizuri-e.